# Prekopuce
Prekopuce (en serbe cyrillique : Прекопуце) est un village de Serbie situé dans la municipalité de Prokuplje, district de Toplica. Au recensement de 2011, il comptait 106 habitants.

## Démographie
| 1948 | 1953 | 1961 | 1971 | 1981 | 1991 | 2002 | 2011 |
| ---- | ---- | ---- | ---- | ---- | ---- | ---- | ---- |
| 655  | 675  | 559  | 387  | 282  | 195  | 125  | 106  |

|  |